# Verulux cypselurus
Rhabdamia cypselurus és una espècie de peix pertanyent a la família dels apogònids.

## Descripció
- Pot arribar a fer 6 cm de llargària màxima.
- 7 espines i 9 radis tous a l'aleta dorsal i 2 espines i 9 radis tous a l'anal.[3][4]

## Alimentació
Menja plàncton.

## Hàbitat
És un peix marí, associat als esculls i de clima tropical (30°N-12°S) que viu entre 3 i 13 m de fondària.

## Distribució geogràfica
Es troba des de l'Àfrica oriental fins a les illes Marshall, les illes Ryukyu, Nova Guinea i Tonga.

## Observacions
És inofensiu per als humans i forma moles amb Rhabdamia gracilis.